# بيتر اندروز
بيتر اندروز (بالإنجليزية: Peter Andrews)‏ هو لاعب كرة قدم بريطاني (وحمل سابقاً جنسية المملكة المتحدة لبريطانيا العظمى وأيرلندا) في مركز جناح ‏، ولد في 10 نوفمبر 1845، وتوفي في 24 يوليو 1916.

## وصلات خارجية
- بيتر اندروز على موقع قاعدة بيانات كرة القدم.إي يو (الإنجليزية)